# 拉菲克·哈里里遇刺
拉菲克·哈里里遇刺是指在2005年2月14日，前黎巴嫩總理暨企業家拉菲克·哈里里與其他21人在黎巴嫩貝魯特遭遇一次爆炸攻擊而喪生。其中，當拉菲克·哈里里的車隊行經貝魯特聖喬治酒店附近時，一個相當於1,000公斤（2,200 磅）TNT的汽車炸彈被人引爆。在這次爆炸攻擊中，死者除了拉菲克·哈里里本人外，還包括哈里里的幾名保鑣、及前經濟貿易部部長巴塞勒·弗萊漢，總計有22人喪生、及100多人受傷。
其後哈里里與已故的保鑣們一起被埋葬在穆罕默德·阿明清真寺附近的地點。儘管與蓋達組織有關的小型聖戰組織宣稱對這次暗殺行動負責，但由於哈里里曾強硬反對和批評敘利亞介入黎巴嫩事務，因此黎巴嫩公眾和國際媒體普遍將責任歸咎於敘利亞在黎巴嫩的秘密勢力，敘利亞則是反對相關的指控。反對敘利亞的反對黨很快便在貝魯特街頭舉行示威活動，反對敘利亞勢力影響黎巴嫩。
同年2月28日，在謀殺案發生兩周後，黎巴嫩政府宣布總辭，這也是阿拉伯世界首次有政府因為非暴力示威而垮臺。2006年2月6日，黎巴嫩部長會議和聯合國同意成立黎巴嫩特別法庭，這是國際法庭首次針對特定個人犯罪行為進行審判。根據加拿大CBC新聞、《華爾街日報》和以色列《國土報》報導，黎巴嫩特別法庭和維薩姆·哈桑上尉進行獨立調查，並找到證明真主黨分子參與此次暗殺行動的明確證據。

## 外部連結
- The Mehlis Report （页面存档备份，存于） from the United Nations (pdf)
- Hariri Murder coverage fropm YaLibnan, with photo gallery
- UN Security Council media release （页面存档备份，存于） on briefing of Security Council
- Hariri, Homicide and The Hague op-ed by The Hague Centre for Strategic Studies
- The Syrian Gambit Unravels （页面存档备份，存于） from antiwar.com
- Rafic Hariri Memorial （页面存档备份，存于） – 3d where he was killed.
- Report presented to UN Security Council implicating Syrian and Lebanese officials （页面存档备份，存于） – UN.org, 20 October 2005
- MacDonald, Neil. CBC Investigation: Who killed Lebanon's Rafik Hariri? （页面存档备份，存于）, CBC News, 21 November 2010
  - CBC Video links: Getting Away With Murder: Part 1 （页面存档备份，存于）; Part 2 （页面存档备份，存于）.